# Sint-Barbarabeeld (Waubach)
Het Sint-Barbarabeeld is een standbeeld in Waubach in de Nederlandse gemeente Landgraaf. Het beeld staat in een plantsoen aan de Burgemeester Beckersstraat en de Pastoor Welterstraat.
Het beeld is opgedragen aan de heilige Barbara van Nicomedië, de beschermheilige van mijnwerkers.

## Geschiedenis
Met de ontginning van de steenkolenlagen van het Zuid-Limburgs steenkoolbekken werden er van heide en ver mensen aangetrokken om te werken in de steenkolenmijnen die verspreid over Limburg gehuisvest werden. Een deel van hen streek neer in Waubach en Lauradorp en was werkzaam in de steenkolenmijn Laura.
Op zondag 28 september 1958 werd het standbeeld onthuld dat vervaardigd was door beeldhouwer Gène Eggen. Het beeld werd opgericht ter ere van het 50-jarig bestaan van de afdeling Waubach-Lauradorp van de Nederlandse Katholieke Mijnwerkersbond. Voorafgaand aan de onthulling werd 's ochtends in de Sint-Jozefkerk een hoogmis gehouden voor de levende en overleden mijnwerkers uit Waubach, gevolgd door een feestvergadering in het parochiehuis en daarna een feeststoet met alle plaatselijke verenigingen vergezeld van mijnwerkersleerlingen van de Ondergrondse Vakschool met brandende mijnlampen. Om 17:00 volgde de onthulling en inzegening van het beeld en werd het beeld overgedragen aan de Gemeente Ubach over Worms.
Jaarlijks wordt het beeld aangedaan met de grote sacramentsprocessie en op 4 december met de Sint Barbaraviering.

## Standbeeld
Het standbeeld heeft een hoogte van twee meter en staat op een sokkel. Het beeld is uitgehouwen uit Franse zandsteen en het voetstuk bestaat uit gemetselde brokken kolenzandsteen. Op de sokkel is een reliëf aangebracht van een toren en eronder een gedenksteen met de tekst:

R.K. MIJNWERKERSBOND
WAUBACH 1908-1958 

Op de sokkel staat het heiligenbeeld dat Barbara toont met in haar rechterhand een palmtak en in haar linkerhand een toren.